# Bornholms Tidende
Bornholms Tidende, grundlagt 1866, er et dansk dagblad, der er det eneste, der udgives på Bornholm.

## Historie
Avisen havde fra begyndelsen en partipolitisk tilknytning til partiet Venstre, men først i 1881 blev den brugt som decideret kamporgan, hvilket især efter 1900 førte til en stigning i oplaget. Avisen kæmpede med den socialdemokratiske Bornholmeren fra 1920 til 1994, men allerede i løbet af 1950'erne blev Bornholms Tidende størst. Siden Bornholmerens lukning i 1994 har Bornholms Tidende været eneste aktør på det bornholmske avismarked.
I august 2011 opsagde Bornholms Tidende sammen med blandt andet Berlingske sit abonnement på Ritzaus løbende nyhedstjeneste. I december samme år blev det offentliggjort, at Berlingske Media overtager 25 procent af aktierne i avisen. Resten ejes af Bornholms Tidendes Fond. Som følge af aktiehandlen blev Bornholms Tidende kunde hos Berlingske Nyhedsbureau.

### Læsertal
Udvalgte år i 2010'erne
I 2011 udkom avisen i 10.906 eksemplarer mandag-lørdag.
Bornholms Tidendes læsertal er faldet med 2.000 personer i perioden 1. halvår 2017 til første halvår 2018; de 2.000 færre læsere skal ses i forhold til, at avisen “for nogle år siden” havde 20.000 læsere.
Så Bornholms Tidende har altså mistet mindst 10 pct. af læserskaren i løbet af kun ét år.
Ifølge MediaWatch er Bornholms Tidendes læsertal faldet fra 19.000 til 17.000 personer i løbet af årene 2017-19.
Læsertallet på papiravisen var i 2. halvår 2023 på 24.000.